# سوسیال دموکرات‌ها برای توسعه گرجستان
سوسیال دموکرات‌ها برای توسعه گرجستان (SDD) (به انگلیسی: Social Democrats for the Development of Georgia) یک حزب سیاسی در گرجستان است. این حزب در فوریه ۲۰۱۰ در تفلیس تأسیس و در حال حاضر دو کرسی در پارلمان گرجستان در تصاحب خود دارد. این حزب از معدود احزاب چپ‌گرا و سوسیالیست در گرجستان به‌شمار می‌رود و در فوریه ۲۰۱۳ به عنوان عضو مشورتی در انترناسیونال سوسیالیست پذیرفته شد.